# Tetraopes ineditus
Tetraopes ineditus är en skalbaggsart som beskrevs av Chemsak och Giesbert 1986. Tetraopes ineditus ingår i släktet Tetraopes och familjen långhorningar. Inga underarter finns listade i Catalogue of Life.